# Vårdbiträde
Vårdbiträde är i Sverige en person som arbetar inom äldreomsorg och hemtjänst. Arbetsuppgifterna omfattar bland annat praktisk omsorg och hemskötsel.
Yrket vårdbiträde kräver formellt endast motsvarande grundskolekompetens. 
Traditionellt fanns inom sjukhusvården yrkeskategorin sjukvårdsbiträde, vilket var ett yrke som kunde påbörjas med viss eller ingen yrkesutbildning. Sjukvårdsbiträden kunde ofta avancera till undersköterska efter sjukhusintern utbildning. Yrkestiteln sjukvådsbiträde avvecklades i mitten av 1990-talet och därefter utgjordes den ej högskoleutbildade omvårdnadspersonalen endast av undersköterskor inom sjukhusvården. Sahlgrenska universitetssjukhuset i Göteborg inledde 2017 ett försöksprojekt för att återintroducera yrkesrollen, vilket har resulterat i att sjukvårdsbiträden återinförts på flera avdelningar inom sjukhuset. Detta för att avlasta undersköterskorna med arbetsuppgifter som inte kräver utbildning. Sedan dess har fler regioner och sjukhus återinfört denna typ av yrkesgrupp.  Även andra sjukhus har återintroducerat en yrkeskategori med kortare utbildning än undersköterskor, exempelvis Akademiska sjukhuset. Dessa har ibland fått yrkestiteln vårdbiträde och ibland sjukvårdsbiträde.
Efter en avsiktsförklaring som tecknats mellan Sveriges kommuner och regioner (SKR) samt Kommunal som handlar om kompetenshöjning i äldreomsorg och hälso- och sjukvård har föreningen Vård- och omsorgscollege tagit fram en vårdbiträdesutbildning som omfattar 800 poäng från Vård- och omsorgsprogrammets programgemensamma ämnen. 

## Facklig anslutning
Vårdbiträden organiseras framför allt av LO-förbundet Kommunal. Åren 2017-2019 låg vårdbiträdenas fackliga organisationsgrad i intervallet 47-52 procent, varav i offentlig sektor (kommuner och regioner) 51-55 procent och i privat sektor 34-44 procent. Bland inrikes födda vårdbiträden var organisationsgraden 54-62 procent och bland utrikes födda 39-52 procent. Åren 2001-2003 var cirka 78-82 procent av vårdbiträdena fackligt anslutna. 